# Hadamar (Abt)
Hadamar OSB († 25. Mai 956 in Fulda) war Abt von Fulda und einer der wichtigsten kirchlichen Ratgeber und Diplomaten Ottos I.

## Leben
Er trat in den Orden des heiligen Benedikt ein, wurde zum Diakon geweiht und blieb dies auch nach seiner Wahl zum Abt. Zum ersten Mal erwähnt wurde er als Mönch des Klosters Fulda im Jahr 919.
Im Dezember 927 wurde er Abt. Er war der erste Abt, der sich politisch betätigte, was aber zum Niedergang des klösterlichen Lebens führte. Er gründete eine Kunst- und Handwerksschule. Durch Spenden nahm der Klosterbesitz unter seiner Herrschaft erheblich zu. Auf der Synode von Erfurt erhielt er für Besitzungen in Thüringen und Sachsen von König Heinrich I. königliche Liegenschaften in Abenheim im Wormsgau. Am 14. Oktober 936 bestätigte König Otto I. die Privilegien des Klosters und den Besitz von Northeim im Salzgau.
Am 13. Mai 936 hielt er sich in Rom auf. Im selben Jahr wurden ihm die Privilegien des Klosters durch Papst Leo VII. bestätigt. Diese wurden ihm bei seiner zweiten Romreise nochmals durch das Privileg „Quoniam semper sunt“ am 27. März 943 von Papst Marinus II. bestätigt. Weil er nach der Rückkehr sofort nach Balgstädt aufbrach, um König Otto I. Bericht über die königliche Ordnung zu erstatten und ihm einen Brief des Papstes zu übergeben, wird vermutet, dass er auch im königlichen Auftrag in Rom war. Zur selben Zeit bestätigte der König ältere Privilegien. Hadamar unterstützte die Erweiterung des königlichen Kirchensystems als Gegengewicht zu den weltlichen Fürsten. Weil Erzbischof Friedrich von Mainz ein Gegner dieses Systems war, wurde er 939 für ein Jahr unter die Aufsicht von Hadamar gestellt. Anfangs stand er unter Hausarrest, der nach verbotenem Briefwechsel verschärft wurde. Die Behandlung hinterließ einen bleibenden Eindruck.
Am 2. Januar 948 weilte Hadamar in Rom, um sich Privilegien für das Kloster Fulda bestätigen zu lassen. Ob er dabei auch um eine Lösung des Streites um den Erzbischof von Reims im Auftrage Ottos I. bat, kann nur vermutet werden, möglicherweise war Hadamar der Bote ohne Namen, auf dessen Bitte der Legat Marinus von Bomarzo nach Deutschland kam. Der vierte Rombesuch im Spätsommer 955 fand wieder im Namen des Königs und dessen Bruders Brun von Köln, für den er das Pallium erbat, statt. Er erhielt das Pallium für den Erzbischof von Köln, Reliquien des heiligen Pantaleon und die Erlaubnis zur Errichtung von Diözesen. König Otto wollte schon länger den Sitz des Bistums Halberstadt nach Magdeburg verlegen und dieses zum Erzbistum für weitere Missionsbistümer im Osten erheben. Sein Sohn Wilhelm, Erzbischof von Mainz, war gegen diesen Plan, da er seinen Suffragan Halberstadt und die Möglichkeit zur Erweiterung seines Einflusses nach Osten verlieren würde. Wilhelm konnte die Errichtung trotz päpstlicher Bestätigung stoppen. Als Hadamar hinter dem Rücken von Wilhelm die Sache weiter vorantrieb, beschwerte sich Wilhelm in einem Brief bei Papst Agapitus II, der kurz darauf starb und die Sache ruhte.
Hademar starb am 25. Mai 956 in Fulda an der Pest. Er wurde im Westchor der Klosterkirche Fulda neben der Gruft des heiligen Bonifatius beigesetzt.